# جون ويزلي هاردينغ
جون ويزلي هاردينغ (بالإنجليزية: John Wesley Harding)‏ هو مغن مؤلف بريطاني، ولد في 22 أكتوبر 1965 في هيستينغز في المملكة المتحدة.

## وصلات خارجية
- جون ويزلي هاردينغ على موقع IMDb (الإنجليزية)
- جون ويزلي هاردينغ على موقع ميوزك برينز (الإنجليزية)
- جون ويزلي هاردينغ على موقع أول ميوزيك (الإنجليزية)
- جون ويزلي هاردينغ على موقع ديسكوغز (الإنجليزية)